# Мыс Золотой
Мыс Золотой — мыс на крайнем северо-востоке Приморского края, на побережье Татарского пролива. В 15,5 км (морем) к юго-западу от мыса расположено село Самарга. Мыс Золотой — одна из особых географических точек Приморского края. Мыс расположен на окончании полуострова с широким основанием, выдающегося в море на 3,5 км, и считается самой восточной точкой края. Отсюда кратчайшее расстояние до Сахалинской области — 205 км до острова Монерон и 228 км до города Невельск. Если быть точным, крайняя восточная точка Приморского края находится в 9,3 км (морем) северо-восточнее Золотого, на окончании сухопутной границы с Хабаровским краем, в районе урочища Медвежья Падь, под 139°01’57" в. д.
Имеется несколько версий происхождения названия мыса. Мыс выступает далеко в море, и вечерами дольше других освещён закатным солнцем, золотящим прибрежные обрывы. Кроме того, к западу от мыса в бухту Золотую впадает река Жёлтая, с прозрачной ярко-жёлтой водой, из-за которой даже в море возле устья вода золотисто-жёлтая. Наконец, в Жёлтую, недалеко от мыса Золотого впадает р. Мальтанка, в бассейне которой имеются золотоносные рудопроявления.

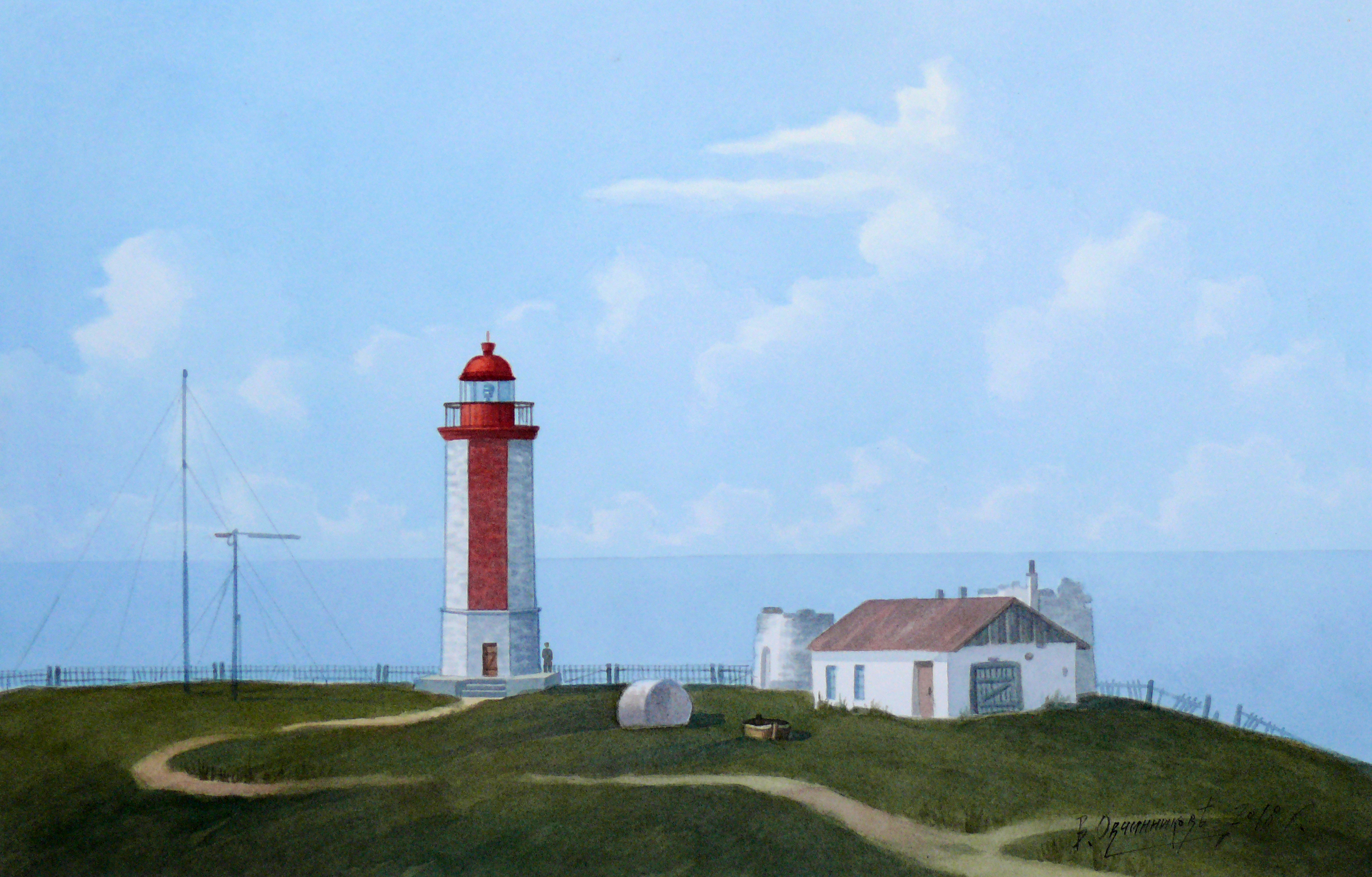
«Маяк Золотой. Тихоокеанское побережье».
Картина В. И. Овчинникова

На мысе круглогодично действует одноимённый маяк. Рядом находится ДЭС и жилые дома посёлка Золотого в котором проживает обслуживающий персонал маяка. Неподалёку находится небольшая воинская часть. От КПП ЛЗУ Адими ОАО «Тернейлес» до посёлка Золотого 4,8 км по лесной дороге. Под скалистым обрывом мыса в море на 150 м протянулась гряда рифов, на которой имеется лежбище ларги.

## Климат
Климат умеренный муссонный. Зима холодная и ветреная. Лето короткое, прохладное и дождливое. Температура воды одна из самых низких в Приморском крае, её максимальное значение — +22,9 °С.
- Среднегодовая относительная влажность воздуха — 71 %. Среднемесячная влажность — от 49 % в декабре до 92 % в июле.
- Среднегодовая скорость ветра — 4,9 м/с. Среднемесячная скорость — от 4,4 м/с в июле и августе до 5,3 м/с в декабре[2].

| Показатель              | Янв.  | Фев.  | Март  | Апр.  | Май  | Июнь | Июль | Авг. | Сен. | Окт.  | Нояб. | Дек. | Год   |
| ----------------------- | ----- | ----- | ----- | ----- | ---- | ---- | ---- | ---- | ---- | ----- | ----- | ---- | ----- |
| Абсолютный максимум, °C | 5,1   | 7,6   | 15,1  | 25,1  | 30,2 | 33,0 | 33,7 | 34,5 | 30,1 | 24,1  | 16,6  | 6,9  | 34,5  |
| Средняя температура, °C | −10,6 | −8,7  | −3,7  | 1,4   | 5,5  | 9,6  | 14,1 | 17,0 | 14,2 | 7,4   | −2    | −8,7 | 3,0   |
| Абсолютный минимум, °C  | −29,5 | −26,2 | −24,6 | −13,6 | −6,9 | −0,9 | 1,1  | 4,8  | 0,1  | −11,8 | −22,1 | −28  | −29,5 |
| Норма осадков, мм       | 21    | 21    | 47    | 67    | 98   | 86   | 106  | 127  | 98   | 76    | 44    | 20   | 811   |
| Температура воды, °C    | −1,6  | −1,6  | −1,2  | 0,5   | 3,7  | 7,8  | 12,4 | 15,1 | 14,6 | 9,7   | 4,1   | −0,2 | 5,3   |
| Источник:               |       |       |       |       |      |      |      |      |      |       |       |      |       |